# J'étais une espionne
Pour plus de détails, voir Fiche technique et Distribution.
J'étais une espionne (I Was a Spy)  est un film d'espionnage britannique réalisé par Victor Saville, sorti en 1933.

## Synopsis
En 1915, derrière les lignes allemandes, dans la ville de Roulers, Marthe Cnockaert, infirmière, est embauchée par le médecin-chef de l'hôpital de campagne de l'envahisseur. Ses parents tiennent un café où de nombreux occupants viennent discuter autour d'un verre et même plus d'un ce qui facilite les indiscrétions.
Tante Lucille qui fait partie d'un réseau d'informateurs travaillant pour les Anglais contacte Marthe et la convainc de porter un message à l'agent no 63. Après ce premier pas, elle va participer à la résistance active contre l'occupant.
Elle favorise l'évasion de deux anglais et découvre avec stupeur que Stépan qui travaille à ses côtés n'est pas quelqu'un chargé de la surveiller mais un agent du service des renseignements anglais.
Marthe et Stépan découvrent que les Allemands ont rassemblé des centaines de cylindres d'acier, des milliers de tampons d'ouate, possèdent des documents sur les vents dominants et stockent de l'ammoniaque en quantité. L'indiscrétion d'un chimiste imprégné d'alcool dans le café des parents de Marthe confirme qu'une offensive au chlore se prépare. Par un vieil égout ils arrivent à l'endroit où sont entreposées les bombes asphyxiantes et réussissent à dynamiter le site mais cela n'empêche pas l'attaque à l'issue de laquelle ils doivent soigner de très nombreux intoxiqués.
Peu après règne une grande effervescence dans la garnison teutonne: on prépare l'arrivée de Guillaume II qui sera précédée d'une parade religieuse en plein air à Westroosebeke. Marthe doit y assister en tant qu'infirmière car les malades comme les autres soldats doivent être purifiés par l'évêque. Ayant eu le temps de prévenir les Anglais, ceux-ci envoient deux avions qui bombardent le rassemblement. Étant d'abord une infirmière dévouée, elle se porte au secours des blessés et reçoit la Croix de fer comme sanction de son dévouement.
Le commandant épris d'elle l'emmène à Bruxelles et elle le suit, à contre-cœur, parce qu'elle pense qu'elle pourra lui arracher dans l'intimité le lieu, la date et l'heure de la visite du Kaiser. Elle va apprendre que cette visite est annulée.
Des enfants trouvent dans l'ancien tunnel du vieil égout, à l'emplacement de l'explosion, une montre. Pour découvrir qui l'a oubliée à l'endroit du sabotage, les Allemands ébruitent la découverte en disant que l'on peut venir récupérer des objets volés par un soldat. Marthe qui vient la chercher tombe dans le piège, est démasquée puis jugée pour espionnage. Stépan se déclarant le principal responsable du sabotage sauve la vie de Marthe mais pas la sienne.

## Fiche technique
- Titre original : I Was a Spy
- Titre français : J'étais une espionne
- Réalisation : Victor Saville
- Assistant à la réalisation : Herbert Mason
- Scénario et dialogues : W.P. Lipscomb, dialogues additionnels de Ian Hay et l'autobiographie de Marthe McKenna
- Photographie : Charles Van Enger
- Son : William Salter
- Perchman : Fred Tomlin
- Montage : Frederick Y. Smith
- Direction artistique : Alfred Junge
- Directeur de l'unité : William Johns Dodds
- Costumes : Gordon Conway
- Musique, direction musicale et arrangements : Louis Levy
- Production : Michael Balcon
- Assistant de production : Ian Dalrymple
- Société de production : Gaumont - british picture corporation LTD.
- Pays d'origine :  Royaume-Uni
- Société de distribution : WF film service à travers le Royaume-Uni et l'État libre d'Irlande
- Date de sortie : Royaume-Uni : 4 septembre 1933
- Format : Noir et blanc - 35 mm - Sphérical - 1,37:1 - son mono
- Genre : Drame, guerre et espionnage
- Durée : 89 minutes . 2 500 m  et 2 365 m aux USA

- Sur le générique on trouve les noms de Angus MacPhail et de George Gunn : leurs fonctions ne sont pas précisées.
- Les sous-titres sont Maï Boiron - TVS. TITRA. Paris

## Distribution
- May Agate : Hélène Cnockaert, mère de Marthe
- Nigel Bruce : Scottie
- Anthony Bushell : lieutenant Otto Gertner, agent du contre espionnage
- Donald Calthrop : Victor Cnockaert, père de Marthe
- Madeleine Carroll (VF : Emy Brévannes) : Marthe Cnockaert, nom de code Laura
- Douglas A. Clarke-Smith : le président de la commission d'enquête
- Gerald du Maurier : le médecin-chef
- Edmund Gwenn : le bourgmestre
- Martita Hunt : tante Lucille Delafond pour les sous-titres mais sans doute, en réalité, Lucelle Deldonck
- Vi Kaley : une citadine
- Eliot Makeham : le pharmacien
- Herbert Marshall (VF : René Fleur) : Sephan Dessat
- George Merritt : le capitaine Reichmann
- Eva Moore : Ma, la cantinière
- John Singer : un garçon
- Conrad Veidt (VF : M. Froy) : le commandant Oberaertz

## Autour du film
- Ce film a été diffusé sur Fr3 au Cinéma de minuit le dimanche 27 juin 2004 et la quasi-totalité des renseignements figurant sur cette page ont été pris dans l'enregistrement de ce film.
- Le film débute avec la photographie d'un document sur lequel on peut lire «Mademoiselle M. Cnockaert de Roulers, a été citée par le maréchal Douglas Haig le 8 novembre 1918 pour ses brillants services rendus à la nation. Le roi m'a chargé de témoigner de sa haute gratitude». signé Winston Churchill.
- À la fin du générique, à nouveau Winston Churchill secrétaire d'État à la guerre de 1918 à 1921 signe «Par souci de sécurité États et armées ont toujours exigé la peine de mort pour les espions. Un agent secret qui n'agit pas sous de vils prétextes mais poussé par son patriotisme et conscient de la peine à laquelle il s'expose mérite respect et considération de ceux qu'il sert si loyalement. Marthe Cnockaert à tous égards rendait le terrible métier d'espion digne et honorable»
- IMDB fournit la liste des morceaux de musique utilisés dans la bande sonore:
  - À la maison de Josef Wattke
  - Ciribiribin d'Alberto Pestalozza arrangé par Procida Bucalossi
  - Heil dir im Siegerkranz
  - La marche de la brigade noire de Firchow
  - La marche de la princesse  de Charles Renard
  - La vie de soldat de Charles Huttenberger
  - L'ouverture de Les Maîtres Chanteurs de Richard Wagner arrangée par Louis Levy
  - La Symphonie no 7 de Beethoven arrangée par Louis Levy